# Aeroportul Internațional Recife/Guararapes–Gilberto Freyre
Aeroportul Internațional Recife/Guararapes–Gilberto Freyre (IATA: REC, ICAO: SBRF) este un aeroport din Boa Viagem⁠(d), Recife, Pernambuco, Brazilia ce deservește zona Recife. Aeroportul a fost tranzitat în 2022 de 8.631.385 de pasageri. A fost deschis în 1958 și numit după zona deservită.
Situat la o altitudine de 10 m, aeroportul dispune de 1 pistă. Este operat de Infraero⁠(d).

## Infrastructură

### Piste
Aeroportul dispune de o singură pistă. Pista 18/36 are suprafața de asfalt și dimensiunile 3.007 m × 45 m. 